# Ironik
Ironik, noto anche come DJ Ironik, pseudonimo di James Christian Charters (Londra, 18 gennaio 1988), è un musicista, disc jockey e rapper britannico.
Il suo genere di musica varia dall'R&B, grime, pop e hip hop.
Ha avuto una relazione con la modella inglese Danielle Lloyd.

## Biografia
James Charters nasce a Londra. Decise di intraprendere la carriera musicale sin da ragazzo, infatti la sua carriera musicale comincia all'età di 13 anni quando lavorava come dj in vari club inizialmente nel suo paese e poi spostandosi anche in Europa.

### Carriera musicale
Il suo primo singolo, So Nice, fu pubblicato nell'estate 2007.
Nel 2008 pubblica il singolo Tiny Dancer (Hold Me Closer), sulla base musicale di Tiny Dancer dall'album del 1971 Madman Across the Water di Elton John.

## Discografia

### Album
- No Point in Wasting Tears (2008)